# Labretonie
Labretonie est une commune du Sud-Ouest de la France, située dans le département de Lot-et-Garonne (région Nouvelle-Aquitaine).

## Géographie

### Localisation
Commune située 16 km à l'est de Marmande.

### Communes limitrophes
Les communes limitrophes sont  Agmé, Hautesvignes, Saint-Barthélemy-d'Agenais, Tourtrès et Verteuil-d'Agenais.
|              | Saint-Barthélemy-d'Agenais | Tourtrès           |
| Agmé         | Labretonie                 |                    |
| Hautesvignes |                            | Verteuil-d'Agenais |

### Climat
Pour des articles plus généraux, voir Climat de la Nouvelle-Aquitaine et Climat de Lot-et-Garonne.
Historiquement, la commune est exposée à un climat océanique aquitain.  
En 2020, Météo-France publie une typologie des climats de la France métropolitaine dans laquelle la commune est exposée à un climat océanique et est dans la région climatique Aquitaine, Gascogne, caractérisée par une pluviométrie abondante au printemps, modérée en automne, un faible ensoleillement au printemps, un été chaud (19,5 °C), des vents faibles, des brouillards fréquents en automne et en hiver et des orages fréquents en été (15 à 20 jours).
Pour la période 1971-2000, la température annuelle moyenne est de 13 °C, avec une amplitude thermique annuelle de 15,3 °C. Le cumul annuel moyen de précipitations est de 780 mm, avec 10,2 jours de précipitations en janvier et 6,3 jours en juillet. Pour la période 1991-2020, la température moyenne annuelle observée sur la station météorologique la plus proche, située sur la commune de Verteuil-d'Agenais à 4,57 km à vol d'oiseau, est de 13,8 °C et le cumul annuel moyen de précipitations est de 821,3 mm,. Pour l'avenir, les paramètres climatiques de la commune estimés pour 2050 selon différents scénarios d’émission de gaz à effet de serre sont consultables sur un site dédié publié par Météo-France en novembre 2022.

## Urbanisme

### Typologie
Au 1er janvier 2024, Labretonie est catégorisée commune rurale à habitat très dispersé, selon la nouvelle grille communale de densité à sept niveaux définie par l'Insee en 2022.
Elle est située hors unité urbaine et hors attraction des villes,.

### Occupation des sols

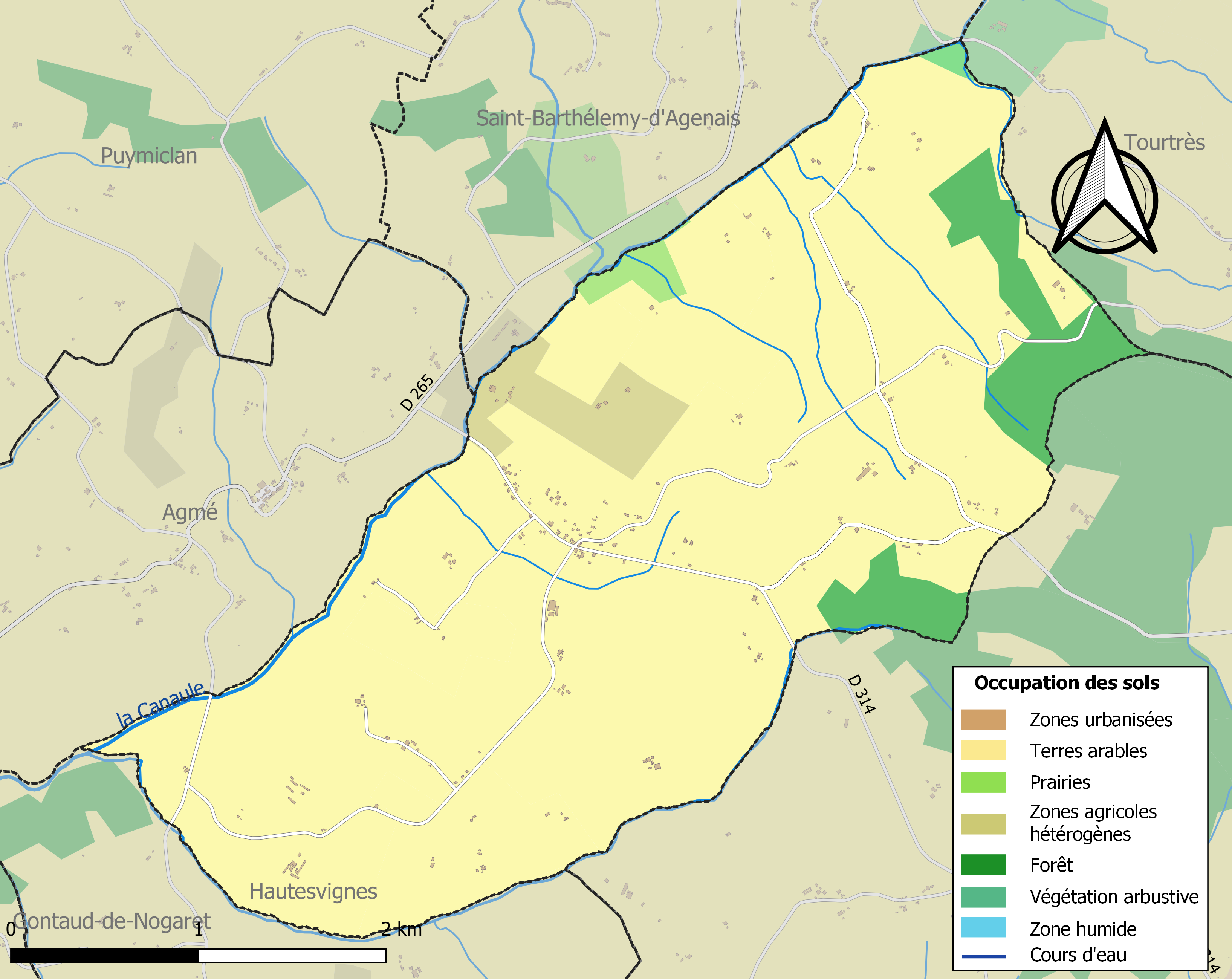
Carte des infrastructures et de l'occupation des sols de la commune en 2018 (CLC).

L'occupation des sols de la commune, telle qu'elle ressort de la base de données européenne d’occupation biophysique des sols Corine Land Cover (CLC), est marquée par l'importance des territoires agricoles (93,4 % en 2018), une proportion sensiblement équivalente à celle de 1990 (93,6 %). La répartition détaillée en 2018 est la suivante : 
terres arables (76,3 %), cultures permanentes (12,7 %), forêts (6,4 %), zones agricoles hétérogènes (3,5 %), prairies (0,9 %), milieux à végétation arbustive et/ou herbacée (0,2 %). L'évolution de l’occupation des sols de la commune et de ses infrastructures peut être observée sur les différentes représentations cartographiques du territoire : la carte de Cassini (XVIIIe siècle), la carte d'état-major (1820-1866) et les cartes ou photos aériennes de l'IGN pour la période actuelle (1950 à aujourd'hui).

### Risques majeurs
Le territoire de la commune de Labretonie est vulnérable à différents aléas naturels : météorologiques (tempête, orage, neige, grand froid, canicule ou sécheresse), inondations, mouvements de terrains et séisme (sismicité très faible). Un site publié par le BRGM permet d'évaluer simplement et rapidement les risques d'un bien localisé soit par son adresse soit par le numéro de sa parcelle.
Certaines parties du territoire communal sont susceptibles d’être affectées par le risque d’inondation par une crue à  débordement lent de cours d'eau, notamment la Canaule. La commune a été reconnue en état de catastrophe naturelle au titre des dommages causés par les inondations et coulées de boue survenues en 1982, 1983, 1999 et 2009,.
Les mouvements de terrains susceptibles de se produire sur la commune sont des tassements différentiels.

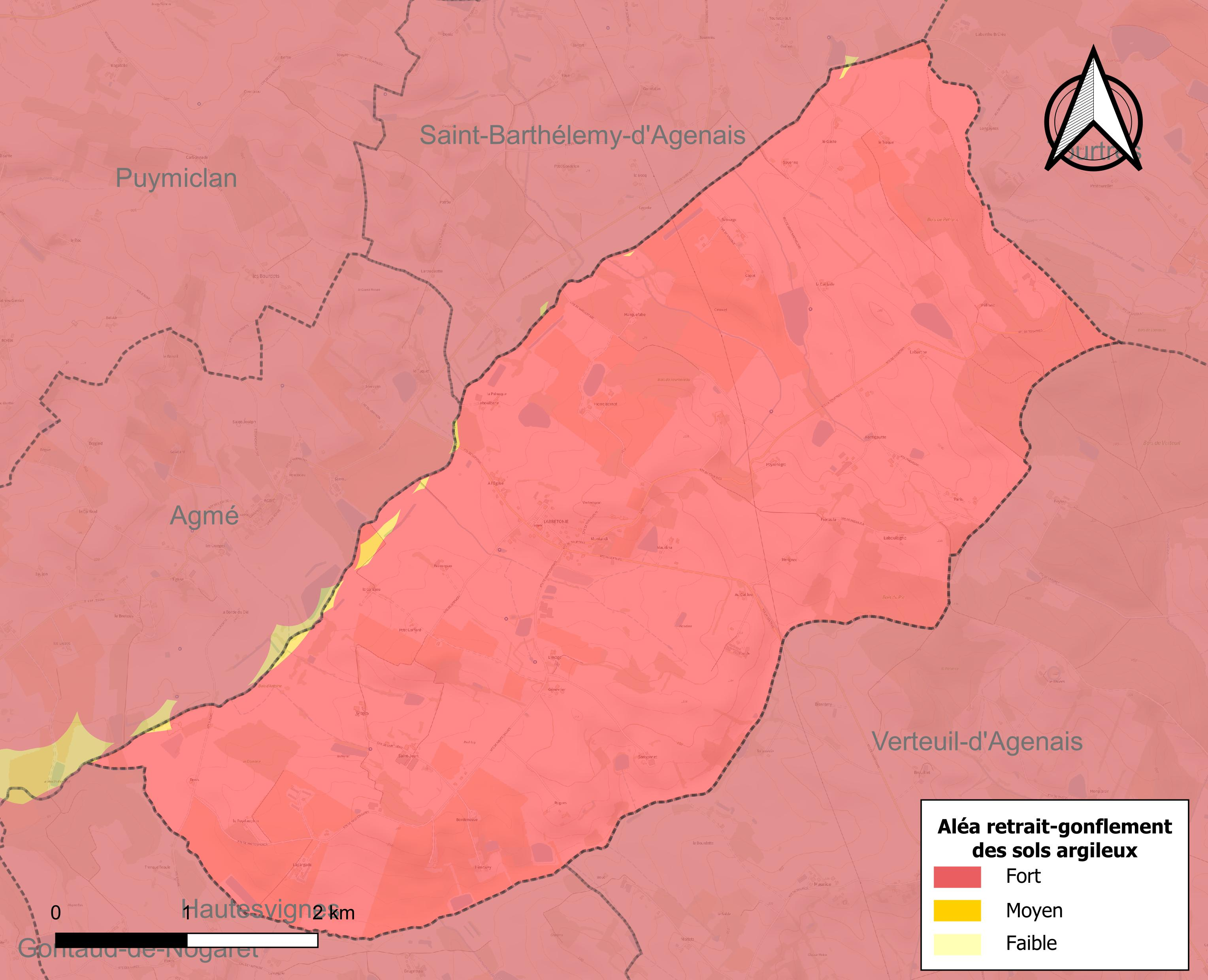
Carte des zones d'aléa retrait-gonflement des sols argileux de Labretonie.

Le retrait-gonflement des sols argileux est susceptible d'engendrer des dommages importants aux bâtiments en cas d’alternance de périodes de sécheresse et de pluie. La totalité de la commune est en aléa moyen ou fort (91,8 % au niveau départemental et 48,5 % au niveau national). Depuis le 1er octobre 2020, en application de la loi ELAN, différentes contraintes s'imposent aux vendeurs, maîtres d'ouvrages ou constructeurs de biens situés dans une zone classée en aléa moyen ou fort,.
Concernant les mouvements de terrains, la commune a été reconnue en état de catastrophe naturelle au titre des dommages causés par la sécheresse en 2003, 2005 et 2011 et par des mouvements de terrain en 1999.

## Histoire
La commune de Labretonie tient son nom de « la Bretonnière ». Ce patronyme donne une indication sur les origines des premiers occupants de ce village. D'après les écrits et le archives de la commune, une colonie de Bretons se serait installée dans les environs lors de la construction du château de Bonaguil vers le XIIIe siècle. À partir de 1217, le village apparait dans plusieurs documents. Il aurait en effet été saccagé pendant la croisade contre les Albigeois.

### Héraldique
| Blason de Labretonie | Blason  | Écartelé : au premier de gueules au léopard d'or, armé et lampassé d'azur, au deuxième d'hermine plain, au troisième d'argent à la prune de pourpre, tigée et feuillée au naturel, au quatrième tiercé en bande d'or, de gueules et d'azur. |
| Blason de Labretonie | Détails | Le statut officiel du blason reste à déterminer. |

## Politique et administration

### Anecdote
En 2017, dans le cadre de l'élection présidentielle, le maire Michel Vergné est le premier édile de la commune à recevoir un parrainage de la part de son homologue de Pinel-Hauterive, Roland Soca. Il en reçoit un second de la part du maire d’Agmé, Patrick Gauban. Ces deux parrainages sont validés par le Conseil constitutionnel qui les publie sur son site Internet. L'événement fait l'objet d'une caricature de la dessinatrice Charlie Delta mettant en scène le maire en compagnie des candidats François Fillon et Emmanuel Macron dans l'édition du samedi 11 mars 2017 du quotidien régional "Sud-Ouest" avec la légende suivante : "La VRAIE surprise de cette élection présidentielle, c'est moi !".
| Période                                  | Période   | Identité       | Étiquette | Qualité             |
| ---------------------------------------- | --------- | -------------- | --------- | ------------------- |
| mars 1989                                | mars 2008 | Jacques Moreau |           | Exploitant agricole |
| mars 2008                                | mai 2020  | Michel Vergné  |           | Maçon               |
| mai 2020                                 | En cours  | Nadine Tesson  |           |                     |
| Les données manquantes sont à compléter. |           |                |           |                     |

## Démographie
L'évolution du nombre d'habitants est connue à travers les recensements de la population effectués dans la commune depuis 1800. Pour les communes de moins de 10 000 habitants, une enquête de recensement portant sur toute la population est réalisée tous les cinq ans, les populations de référence des années intermédiaires étant quant à elles estimées par interpolation ou extrapolation. Pour la commune, le premier recensement exhaustif entrant dans le cadre du nouveau dispositif a été réalisé en 2006.

En 2022, la commune comptait 169 habitants, en évolution de −3,98 % par rapport à 2016 (Lot-et-Garonne : −0,18 %, France hors Mayotte : +2,11 %).
| 1800 | 1806 | 1821 | 1831 | 1836 | 1841 | 1846 | 1851 | 1856 |
| ---- | ---- | ---- | ---- | ---- | ---- | ---- | ---- | ---- |
| 417  | 438  | 470  | 487  | 500  | 498  | 502  | 509  | 517  |

| 1861 | 1866 | 1872 | 1876 | 1881 | 1886 | 1891 | 1896 | 1901 |
| ---- | ---- | ---- | ---- | ---- | ---- | ---- | ---- | ---- |
| 475  | 457  | 447  | 402  | 400  | 375  | 349  | 339  | 339  |

| 1906 | 1911 | 1921 | 1926 | 1931 | 1936 | 1946 | 1954 | 1962 |
| ---- | ---- | ---- | ---- | ---- | ---- | ---- | ---- | ---- |
| 349  | 327  | 262  | 272  | 282  | 281  | 275  | 256  | 223  |

| 1968 | 1975 | 1982 | 1990 | 1999 | 2006 | 2011 | 2016 | 2021 |
| ---- | ---- | ---- | ---- | ---- | ---- | ---- | ---- | ---- |
| 186  | 180  | 192  | 169  | 159  | 171  | 178  | 176  | 175  |

| 2022 | - | - | - | - | - | - | - | - |
| ---- | - | - | - | - | - | - | - | - |
| 169  | - | - | - | - | - | - | - | - |

## Lieux et monuments
- Église Saint-Jean de Saint-Jean. Elle est inscrite à l'Inventaire général du patrimoine culturel[26].
- Église Saint-Martin de Labretonie. Elle est inscrite à l'Inventaire général du patrimoine culturel[27].